# Ebertswiese
Die Ebertswiese ist ein sumpfiges Wiesengelände am Rennsteig im Thüringer Wald. Aus mehreren Sumpfquellen entspringt dort die Spitter, ein Nebenbach der Apfelstädt. Sie ist seit 1936 als Naturschutzgebiet geschützt und seit 2001 Bestandteil des Naturschutzgebietes Spittergrund.

## Lage
Über die Ebertswiese verläuft die Grenze zwischen dem Landkreis Schmalkalden-Meiningen und dem Landkreis Gotha. Dort verläuft auch der Rennsteig. Er erfährt am Ostrand der Ebertswiese einen Richtungswechsel von Süd nach Ost. Den größten Anteil an der Ebertswiese hat die Gemeinde Floh-Seligenthal, der Süden gehört zu Tambach-Dietharz. Die Ebertswiese liegt zwischen 700 m und 770 m über NN. Sie fällt von Westen nach Osten stark ab und bildet in etwa ein Halbrund. Über die Ebertswiese verläuft eine 110-kV-Überlandleitung.

## Tourismus
Die Ebertswiese gilt als Naherholungsgebiet. Neben dem Berghotel Ebertswiese, der Pension Bergseebaude und Wanderhütten ist der Hauptanziehungspunkt der Bergsee an der Ebertswiese unweit südwestlich, welcher nach 1900 in einem Steinbruch entstand. Das Anschneiden einer Wasserader beendete die Steingewinnung, erfreut aber seitdem die Schwimmer.
In der Nähe der Ebertswiese befinden sich der Dreiherrenstein am Hangweg, ein ehemaliger Grenzstein des Herzogtums Sachsen-Weimar, der Herrschaft Schmalkalden und des Herzogtums Sachsen-Coburg-Eisenach (Amt Tenneberg) aus dem Jahr 1586 sowie der Spitterfall, Thüringens höchster natürlicher Wasserfall.

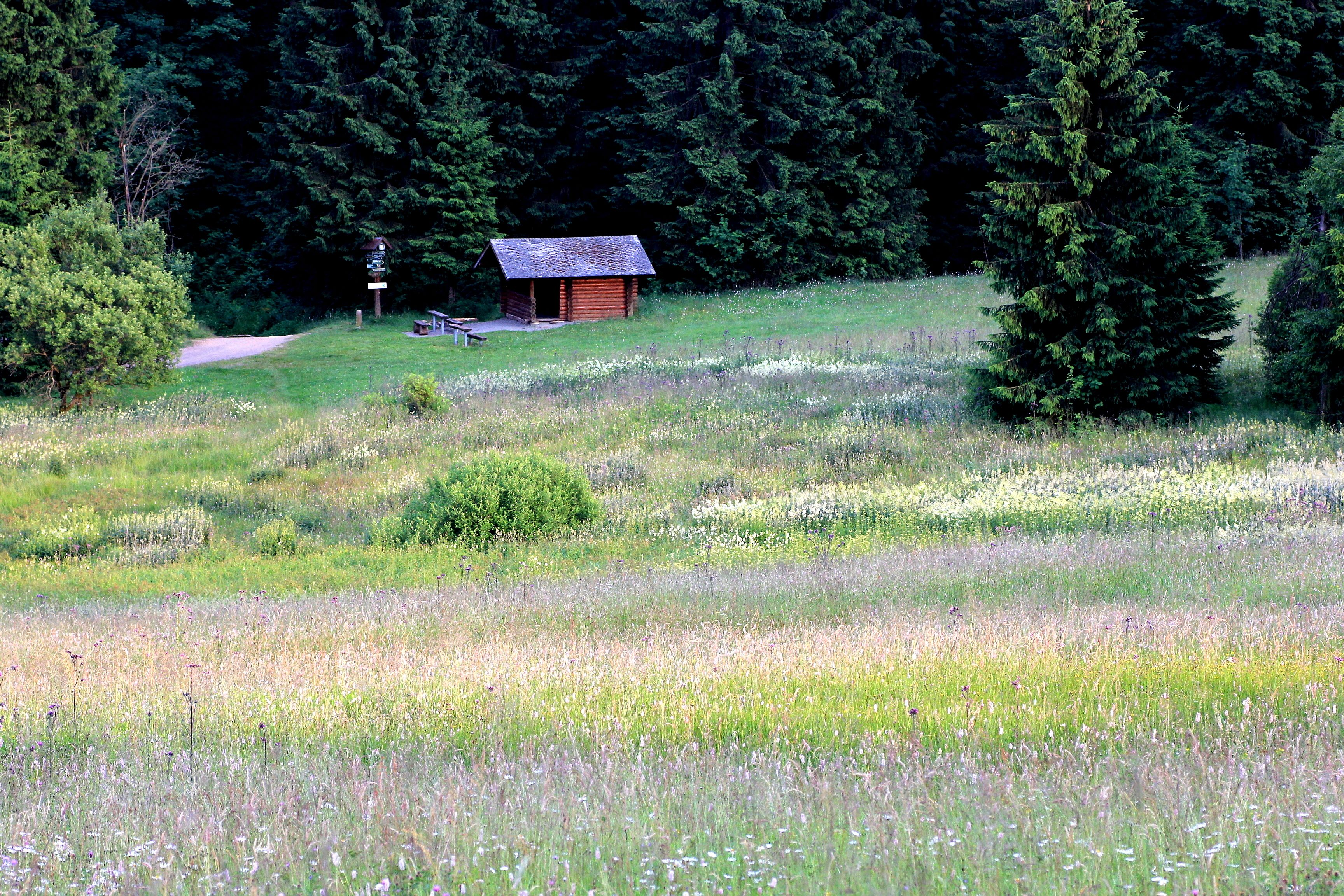
Rennsteigwanderhütte – Ebertswiese im Sommer
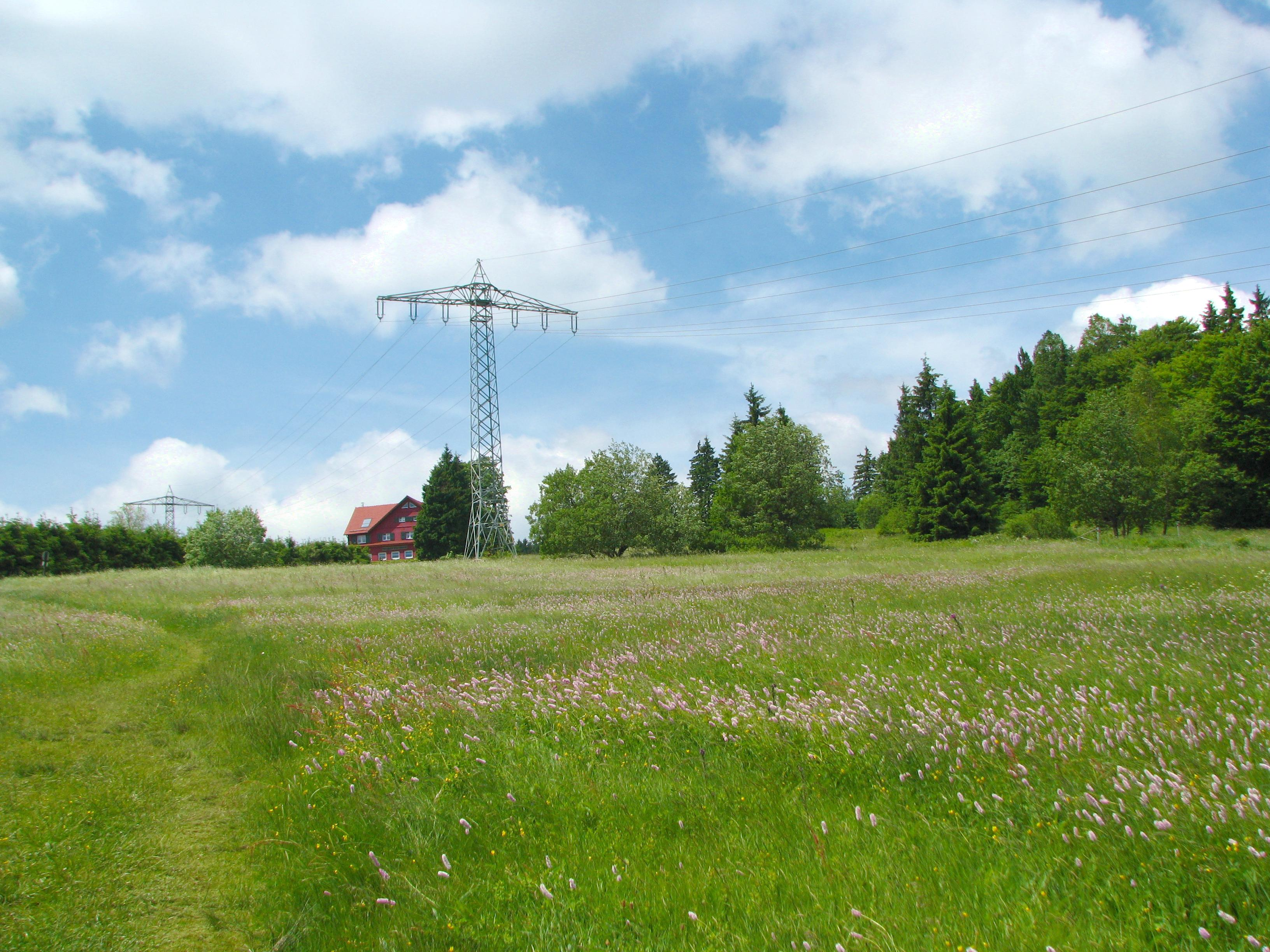
Ebertswiese im Frühsommer
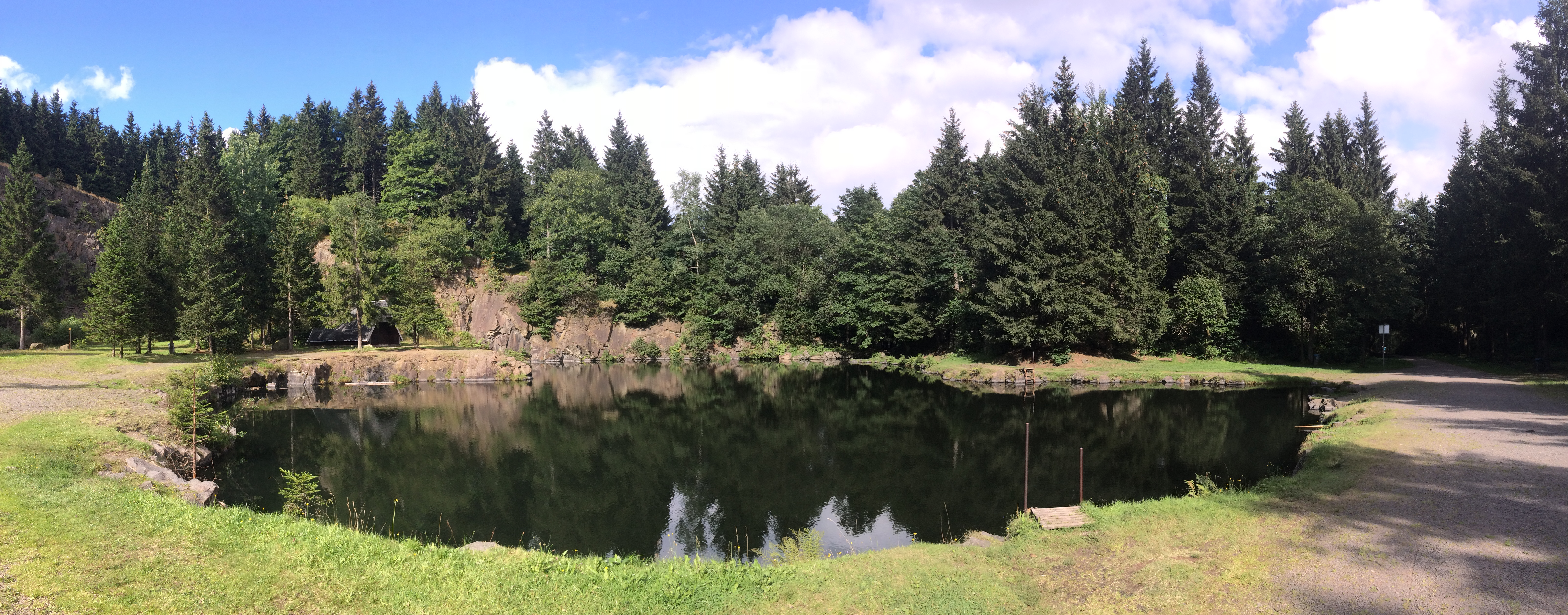
Bergsee im Sommer
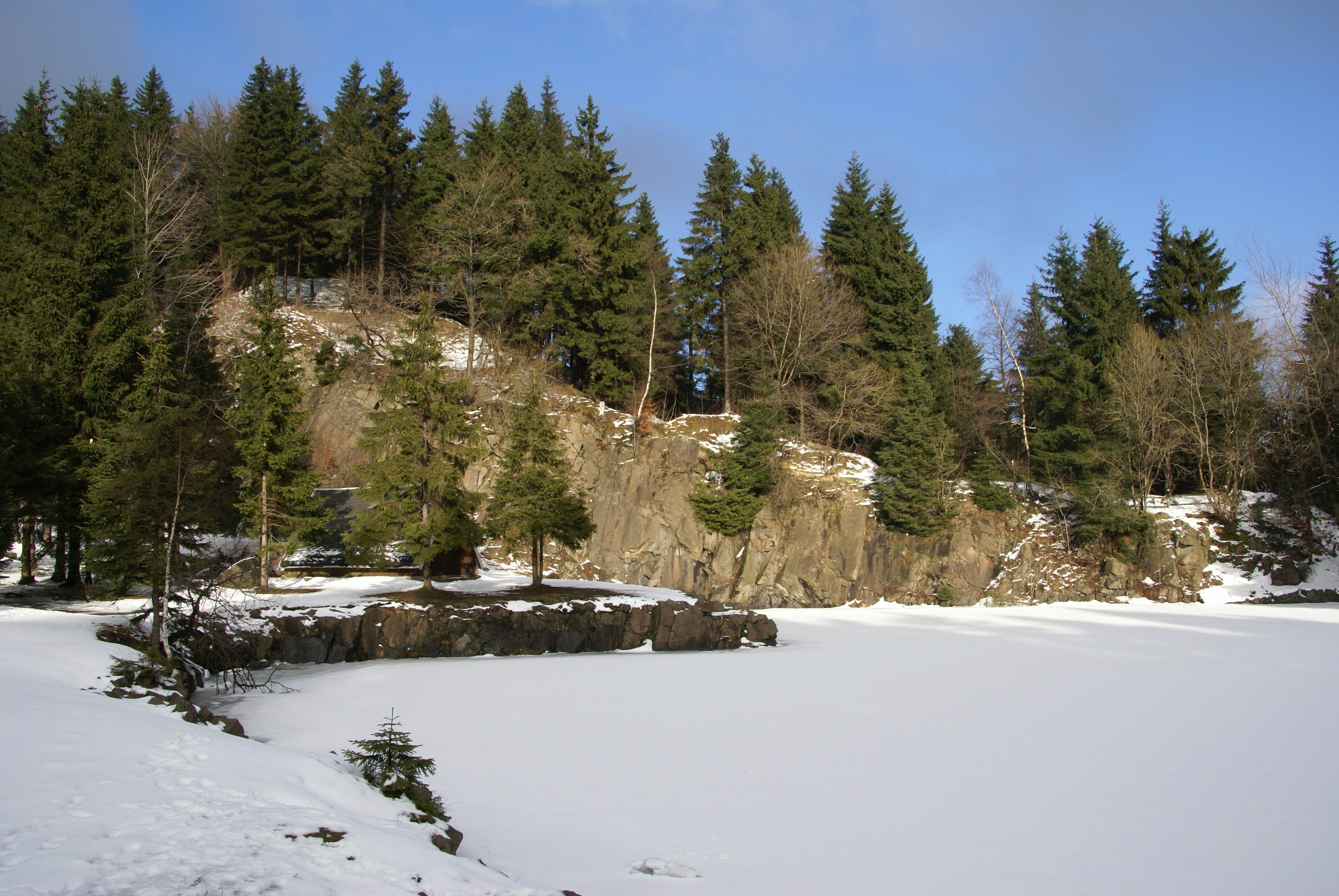
Bergsee im Winter